# Gervasio Gestori

Bischofswappen von Gervasio Gestori

Gervasio Gestori (* 1. Februar 1936 in Barlassina; † 6. Januar 2023 in Acquaviva Picena) war ein italienischer Geistlicher und römisch-katholischer Bischof von San Benedetto del Tronto-Ripatransone-Montalto.

## Leben
Gervasio Gestori besuchte das Knabenseminar in Seveso und das Priesterseminar von Venegono Inferiore. Er empfing am 28. Juni 1959  die Priesterweihe im Mailänder Dom durch Kardinal Giovanni Battista Montini, dem späteren Papst Paul VI. Nach seiner Priesterweihe war er Lehrer am Gymnasium des Knabenseminars von Masnago, im Jahr darauf wurde er Spiritual des Priesterseminars von Seveso. 1967 erwarb er ein Diplom in Philosophie. Ab 1968 war er Lehrer für Philosophie und Geschichte am Priesterseminar von Venegono Inferiore. 1969 wurde er Dekan des Gymnasiums des Priesterseminars von Mailand. Ab 1978 war er Rektor des Gymnasialseminars.
1984 ernannte ihn Kardinal Carlo Maria Martini zum Pfarrer von Santi Alessandro e Margherita in Melzo, wo er später auch Dekan von Melzo war. 1989 wurde er zum Untersekretär der italienischen Bischofskonferenz ernannt und 1990 zum Vorsitzenden des Ausschusses für karitative Maßnahmen zugunsten der Dritten Welt[2]. 
Papst Johannes Paul II. ernannte ihn am 21. Juni 1996 zum Bischof von San Benedetto del Tronto-Ripatransone-Montalto. Die Bischofsweihe spendete ihm der Erzbischof von Mailand, Carlo Maria Kardinal Martini S.J., am 7. September desselben Jahres im Mailänder Dom; Mitkonsekratoren waren Giuseppe Chiaretti, Erzbischof von Perugia-Città della Pieve, und Bernardo Citterio, Weihbischof in Mailand.
Er war Mitglied des Rates für wirtschaftliche Angelegenheiten und Mitglied der Bischofskommission für die Evangelisierung der Völker und die Zusammenarbeit zwischen den Kirchen der Italienischen Bischofskonferenz, Sekretär der Bischofskonferenz der Marken und deren Beauftragter für die missionarische Zusammenarbeit zwischen den Kirchen und für die Förderung der wirtschaftlichen Unterstützung der Kirche.
Am 4. November 2013 nahm Papst Franziskus seinen altersbedingten Rücktritt an. Er starb am 6. Januar 2023 im Alter von 86 Jahren in seinem Haus in Acquaviva Picena.